# Copa Sul-Americana de 2003
A Copa Sul-Americana de 2003 foi a segunda edição do torneio realizado anualmente pela CONMEBOL.
O clube peruano Cienciano sagrou-se campeão do torneio vencendo a equipe argentina River Plate. Garantiu o direito de disputar a Recopa Sul-Americana de 2004 contra o Boca Juniors, campeão da Copa Libertadores de 2003.

## Fases qualificatórias

### Primeira fase qualificatória
| Equipe 1 | Total | Equipe 2             | 1.º jogo | 2.º jogo |
| -------- | ----- | -------------------- | -------- | -------- |
| Monagas  | 1 - 3 | Deportivo Italchacao | 1 - 2    | 0 - 1    |

### Segunda fase qualificatória
| Equipe 1             | Total         | Equipe 2          | 1.º jogo | 2.º jogo |
| -------------------- | ------------- | ----------------- | -------- | -------- |
| Colón                | 7 - 2         | Vélez Sarsfield   | 3 - 1    | 4 - 1    |
| Independiente        | 2 - 1         | Rosario Central   | 1 - 1    | 1 - 0    |
| Deportivo Italchacao | 1 - 8         | San Lorenzo       | 1 - 2    | 0 - 6    |
| The Strongest        | 3 - 3 (4-2 p) | Bolívar           | 2 - 2    | 1 -1     |
| Universidad Católica | 2 - 2 (5-3p)  | Provincial Osorno | 0 - 1    | 2- 1     |
| Cienciano            | 2 - 0         | Alianza Lima      | 1 - 0    | 1 - 0    |
| Atlético Nacional    | 2 - 1         | Deportivo Pasto   | 0 - 0    | 2 - 1    |
| LDU Quito            | 3 - 2         | Barcelona SC      | 2 - 0    | 1 - 2    |
| Guarani              | 1 - 1 (2-4 p) | Libertad          | 0 - 1    | 1 - 0    |
| Danubio              | 2 - 3         | Nacional          | 0 - 1    | 2 - 2    |

| Preliminar brasileira I   | Preliminar brasileira I | Preliminar brasileira I |
| ------------------------- | ----------------------- | ----------------------- |
| Santos                    | 1 - 1                   | Internacional           |
| Internacional             | 3 - 1                   | Flamengo                |
| Flamengo                  | 0 - 3                   | Santos                  |
| Preliminar brasileira II  |                         |                         |
| Corinthians               | 0 - 2                   | Atlético Mineiro        |
| Fluminense                | 2 - 0                   | Corinthians             |
| Atlético Mineiro          | 0 - 2                   | Fluminense              |
| Preliminar brasileira III |                         |                         |
| Grêmio                    | 0 - 4                   | São Paulo               |
| Vasco da Gama             | 1 - 1                   | Grêmio                  |
| São Paulo                 | 2 - 1                   | Vasco da Gama           |
| Preliminar brasileira IV  |                         |                         |
| São Caetano               | 3 - 0                   | Palmeiras               |
| Palmeiras                 | 0 - 1                   | Cruzeiro                |
| Cruzeiro                  | 1 - 1                   | São Caetano             |

### Terceira fase qualificatória
| Equipe 1      | Total         | Equipe 2             | 1.º jogo | 2.º jogo |
| ------------- | ------------- | -------------------- | -------- | -------- |
| Independiente | 1 - 8         | River Plate          | 1 - 4    | 0 - 4    |
| Colón         | 2 - 3         | Boca Juniors         | 1 - 1    | 1 - 2    |
| São Paulo     | 2 - 1         | Fluminense           | 1 - 0    | 1 - 1    |
| São Caetano   | 1 - 2         | Santos               | 0 - 1    | 1 - 1    |
| The Strongest | 3 - 2         | San Lorenzo          | 2 - 0    | 1 - 2    |
| Cienciano     | 5 - 3         | Universidad Católica | 4 - 0    | 1 - 3    |
| LDU Quito     | 1 - 2         | Atlético Nacional    | 1 - 1    | 0 - 1    |
| Nacional      | 3 - 3 (2-3 p) | Libertad             | 3 - 0    | 0 - 3    |

## Quartas-de-final
| Equipe 1      | Total | Equipe 2          | 1.º jogo | 2.º jogo |
| ------------- | ----- | ----------------- | -------- | -------- |
| Santos        | 2 - 3 | Cienciano         | 1 - 1    | 1 - 2    |
| Boca Juniors  | 1 - 5 | Atlético Nacional | 0 - 1    | 1 - 4    |
| River Plate   | 2 - 1 | Libertad          | 2 - 0    | 0 - 1    |
| The Strongest | 2 - 7 | São Paulo         | 1 - 4    | 1 - 3    |

## Semifinais
| Equipe 1          | Total        | Equipe 2  | 1.º jogo | 2.º jogo |
| ----------------- | ------------ | --------- | -------- | -------- |
| Atlético Nacional | 1 - 3        | Cienciano | 1 - 2    | 0 - 1    |
| River Plate       | 3 - 3(4-2 p) | São Paulo | 3- 1     | 0 - 2    |

## Final
| Equipe 1    | Total | Equipe 2  | 1.º jogo | 2.º jogo |
| ----------- | ----- | --------- | -------- | -------- |
| River Plate | 3 - 4 | Cienciano | 3 - 3    | 0 - 1    |

## Fase final
|  | Quartas-de-final  | Quartas-de-final  | Quartas-de-final | Quartas-de-final |       |           | Semifinal | Semifinal | Semifinal | Semifinal |  |           | Final | Final | Final | Final |  |  |
|  |                   |                   |                  |                  |       |           |           |           |           |           |  |           |       |       |       |       |  |  |
|  |                   |                   |                  |                  |       |           |           |           |           |           |  |           |       |       |       |       |  |  |
|  | Cienciano         | 1                 | 2                | 3                |       |           |           |           |           |           |  |           |       |       |       |       |  |  |
|  | Santos            | 1                 | 1                | 2                |       |           |           |           |           |           |  |           |       |       |       |       |  |  |
|  | Santos            | 1                 | 1                | 2                |       | Cienciano | 2         | 1         | 3         |           |  |           |       |       |       |       |  |  |
|  |                   |                   |                  |                  |       | Cienciano | 2         | 1         | 3         |           |  |           |       |       |       |       |  |  |
|  |                   | Atlético Nacional | 1                | 0                | 1     |           |           |           |           |           |  |           |       |       |       |       |  |  |
|  | Atlético Nacional | Atlético Nacional | 1                | 0                | 1     | 1         | 4         | 5         |           |           |  |           |       |       |       |       |  |  |
|  | Atlético Nacional |                   |                  |                  |       | 1         | 4         | 5         |           |           |  |           |       |       |       |       |  |  |
|  | Boca Juniors      | 0                 | 1                | 1                |       |           |           |           |           |           |  |           |       |       |       |       |  |  |
|  | Boca Juniors      | 0                 | 1                | 1                |       |           |           |           |           |           |  | Cienciano | 3     | 1     | 4     |       |  |  |
|  |                   |                   |                  |                  |       |           |           |           |           |           |  | Cienciano | 3     | 1     | 4     |       |  |  |
|  |                   | River Plate       | 3                | 0                | 3     |           |           |           |           |           |  |           |       |       |       |       |  |  |
|  | São Paulo         | River Plate       | 3                | 0                | 3     | 4         | 3         | 7         |           |           |  |           |       |       |       |       |  |  |
|  | São Paulo         |                   |                  |                  |       | 4         | 3         | 7         |           |           |  |           |       |       |       |       |  |  |
|  | The Strongest     | 1                 | 1                | 2                |       |           |           |           |           |           |  |           |       |       |       |       |  |  |
|  | The Strongest     | 1                 | 1                | 2                |       | São Paulo | 1         | 2         | 3 (2)     |           |  |           |       |       |       |       |  |  |
|  |                   |                   |                  |                  |       | São Paulo | 1         | 2         | 3 (2)     |           |  |           |       |       |       |       |  |  |
|  |                   | River Plate (pen) | 3                | 0                | 3 (4) |           |           |           |           |           |  |           |       |       |       |       |  |  |
|  | Libertad          | River Plate (pen) | 3                | 0                | 3 (4) | 0         | 1         | 1         |           |           |  |           |       |       |       |       |  |  |
|  | Libertad          |                   |                  |                  |       | 0         | 1         | 1         |           |           |  |           |       |       |       |       |  |  |
|  | River Plate       | 2                 | 0                | 2                |       |           |           |           |           |           |  |           |       |       |       |       |  |  |

## Premiação
| Copa Sul-Americana de 2003    |
| Chile                         |
| ----------------------------- |
| CIENCIANO Campeão (1º título) |